# بازشناسی گفتار ویندوز
بازشناسی گفتار ویندوز (انگلیسی: Windows Speech Recognition) قسمتی از ویندوز می‌باشد که به وسیلهٔ آن می‌توان به صورت گفتاری برخی دستورها را به ویندوز داد. کارهایی مثل بازکردن برنامه‌ها، صفحات تایپ و اسکرول صفحات وب با این قابلیت ویندوز انجام پذیر است. این عملکرد نیازمند یک میکروفن برای دریافت صدای گوینده می‌باشد. ویندوز ۷، ویندوز ۸، ویندوز ۸٫۱ و ویندوز ۱۰ این قابلیت را دارا هستند.